# Жалал-Абадский государственный университет имени Б. Осмонова
Джалал-Абадский государственный университет имени Б. Осмонова — высшее учебное заведение Кыргызской Республики, расположенное в городе Джалал-Абад на юге страны.

## История и предшественники
Основан Указом Президента Кыргызской Республики от 2 апреля 1993 года на базе Кара-Кульского и Таш-Кумырского вечерних факультетов Киргизского технического университета (бывший Фрунзенский политехнический институт), Джелал-Абадского зооветеринарного техникума, Джелал-Абадского педагогического училища, Кочкор-Атинского техникума электронных приборов и Майлуу-Суйского электромеханического техникума.
Джелал-Абадское педагогическое училище было образовано в 1926 г. как педагогический техникум. Перед преобразованием в ЖАГУ оно готовило ежегодно около 400 учителей на¬чальных классов, учителей физического воспитания и воспитателей детских дошкольных учреждений. В училище работали около 200 преподавателей, большинство из которых продолжили трудовую деятельность в университете. Педучилище стало основой инженерно-педагогического факультета ЖАГУ.
Джелал-Абадский зооветеринарный техникум был основан в 1947 г. и к 1993 году подготовил 7846 специалистов. Там работали 30 преподавателей, в том числе 2 кандидата наук: Манас Бабакулов и Келдибек Исмаилов. Зооветеринарный техникум стал основой аграрно-технологического факультета ЖАГУ, который впоследствии разделился на два факультета.
Кара-Кульский вечерний факультет Фрунзенского политехнического института был основан в 1963 г. для подготовки специалистов для предприятий управления «Нарынгидроэнергострой» II Токтогульской ГЭС. За время существования он подготовил 3,5 тысячи инженеров: механиков-энергетиков — строителей.
На факультете работало более 20 преподавателей, в том числе 3 кандидата технических наук: Сооронбаев Манас, Сартов Таштан, и Божумбаев Сарсен.
Таш-Кумырский вечерний факультет Фрунзенского политехнического института был создан в 1990 году переводом в г. Таш-Кумыр Майлуу-Сууйского учебно-консультацион¬ного пункта. Готовил специалистов гражданского строительства, энергетики, химической технологии электронных материалов и изделий. Профессорско-преподавательский состав — 14 человек, в том числе 5 кандидатов наук: Ызабеков А., Джумагулов Сагынбек, Кудайназаров Ысманалы, Каримов Абдыкалык, Омурбеков Мыктыбек.
Майлуу-Сууйский электромеханический техникум был организован в 1965 г., им было подготовлено более 4 тысяч специалис¬тов по направлениям световая техника, обработка металлов.
Кочкор-Атинский техникум электронных приборов был основан в 1981 г. и был единственным в Киргизии учебным заведением по подготовке специалистов в области электроники и микроэлектроники.
Приказом Министра образования от 27 мая 1993 г. были назначены первые руководители ЖАГУ: ректор — доктор технических наук, профессор Бримкулов Улан Нургазиевич; проректор по учебной работе — кандидат технических наук, доцент Жайлообаев Нурмат Жайлообаевич; проректор по научной работе — доктор технических наук, профессор Кыдыралиев Сабыржан Кыдыралиевич.

## Общие сведения
В настоящее время (2023 год) университет (вместе с колледжами) насчитывает около 10 тысяч студентов и 700 работников. В вузовской системе 244 преподавателя, в том числе 3 доктора наук, 4 профессора, 38 кандидатов наук, 1 член-корреспондент Национальной академии наук.
Материально-техническая база: 16 учебных корпусов, 105 учебных кабинетов, 32 компьютерных класса, 122 лаборатории, 4 общежития на 1400 мест, читальный зал на 500 мест, библиотечный фонд — 726 тысяч книг.

## Ректоры

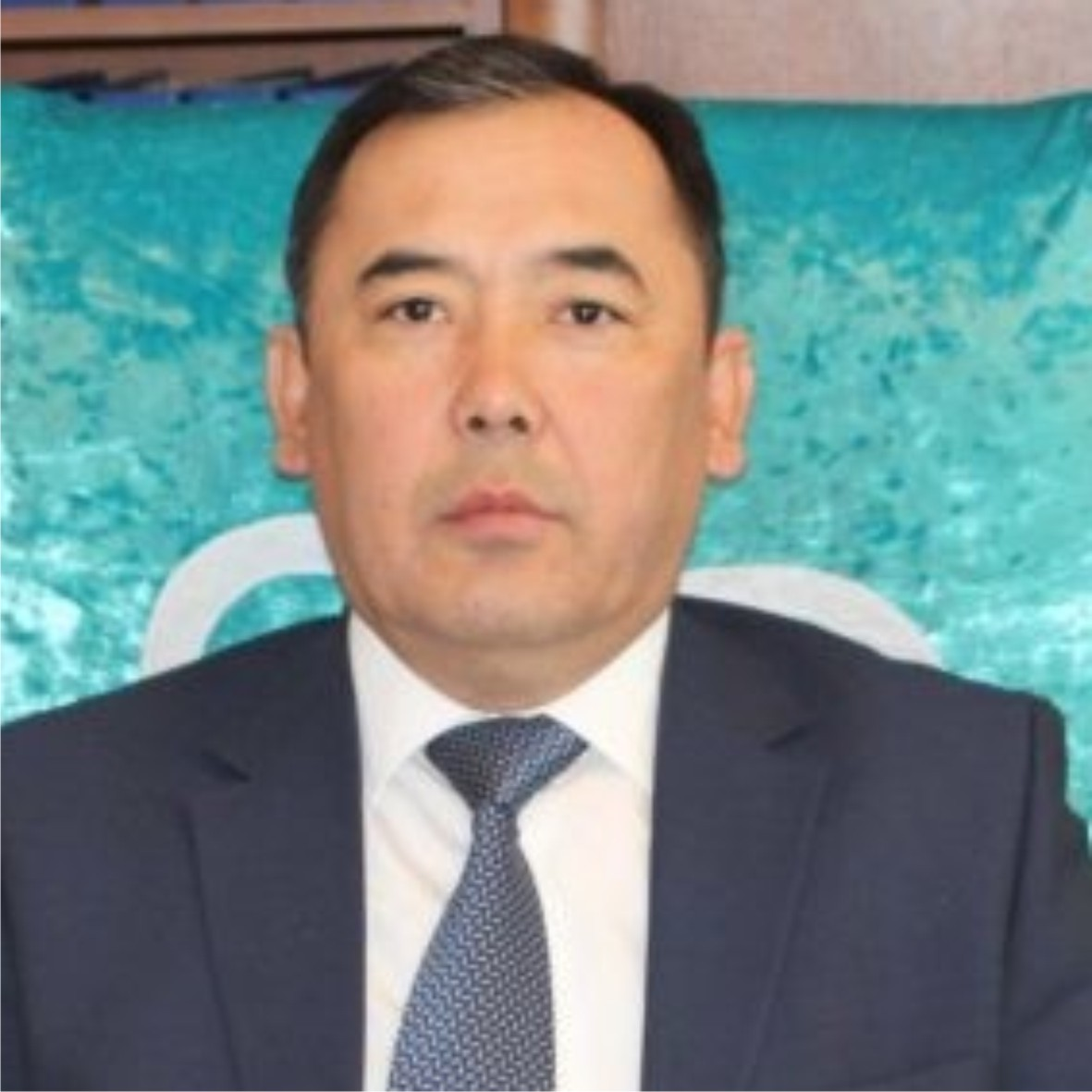
Ректор ЖАГУ Кенешбек Усенов

- 1993—1996 Бримкулов Улан Нургазиевич
- 1996—1999 Бекболотов Турсунбек Бекболотович
- 2000—2005 Бокошов Жамгырбек Бокошович
- 2005—2008 Аширалиев Абдиумаматкадыр
- 2008—2010 Кенесариев Ташмамбет Кененсариевич
- 2010—2011 Аширалиев Абдиумаматкадыр
- 2011—2016 Абдрашев Ахунжан Баказович
- с 2016 Усенов Кенешбек Жумабекович.

## Организационная структура университета
Институты:
- Институт непрерывного образования
- Институт Конфуция
- Научно-исследовательский институт.

Факультеты:
- Педагогический факультет имени Э. Уметова
- Факультет филологии
- Медицинский факультет
- Экономико-юридический факультет
- Естественно-технический факультет
- Таш-Кумырский инженерно педагогический факультет.

Колледжи:
- Жалал-Абадский
- Медицинский
- Экономико-юридический
- Кочкор-Атинский
- Аксыйский
- Майлуу-Суйский
- Кара-Кульский.

## Награды
- Орден «Данк» (2024)[1]